# Iris Spieß
Iris Spieß (* 13. September 1963 in Bremen) ist eine deutsche Politikerin (SPD) und war Abgeordnete der Bremischen Bürgerschaft.

## Biografie

### Ausbildung und Beruf
Spieß studierte nach dem Abitur Chemie an der Universität Bremen und promovierte zum Dr. rer. nat. Es folgte im Jahr 1998 ein Forschungsprojekt bei der RST Rostock Raumfahrt und Umweltschutz GmbH und in den Jahren 1999 bis 2000 eine Labortätigkeit im Bereich medizinischer Analytik. Im Januar 2000 wurde sie die Geschäftsführerin der Landesvertretung Bremen des Vereins Deutscher Ingenieure (VDI).

### Politik
Spieß war zunächst Mitglied der CDU.
Sie war 1999 bis 2003 Sprecherin der CDU-Beiratsfraktion im Stadtteil Schwachhausen. Im Februar 2002 wurde sie stellvertretende Vorsitzende des CDU-Stadtbezirksverbands Schwachhausen und rückte im November desselben Jahres zur Vorsitzenden des Stadtbezirksverbandes auf. 2003 wurde sie für die CDU in die Bremer Bürgerschaft gewählt. Am 22. November 2010 trat sie aus der CDU-Fraktion aus und in die SPD-Fraktion ein.
Sie war bis zum Jahr 2011 Abgeordnete und im Ausschuss für Wissenschaft und Forschung vertreten.

### Sonstige Ämter
Spieß ist Vizepräsidentin des Lions Club Gräfin Emma und Vizepräsidentin des Landesverbandes Fechten, Jugend und Sport.